# Сойдо, Хуан Игнасио
Хуа́н Игна́сио Со́йдо А́льварес (исп. Juan Ignacio Zoido Álvarez; род. 21 января 1957, Монтельяно, провинция Севилья) — испанский политик и государственный служащий. Член Народной партии. Депутат Парламента Андалусии в 2008—2014 годах, член Конгресса депутатов от Севильи с 13 января 2016 года. Мэр города Севильи в 2011—2015 годах. Председатель регионального отделения партии в Андалусии в 2012—2014 годах. Министр внутренних дел Испании в 2016—2018 годах. После применения статьи 155 Конституции Испании с октября 2017 года по май 2018 года занимал должность советника внутренних дел Женералитета Каталонии.

## Биография
Хуан Игнасио Сойдо родился в семье ремесленника из Фрехеналь-де-ла-Сьерра, поставщика королевского дома. Изучал юриспруденцию в Гранадском, Альмерийском и Севильском университетах. По окончании учёбы отслужил в армии, был телохранителем генералов Хиральдеса и Де Ла Кальсады. После демобилизации успешно сдал экзамены на судебного служащего.
В 1983 году получил должность судьи в Арресифе на Канарских островах и в Утрере в провинции Севилья. В 1989 году получил чин государственного служащего и место в 3-м суде первой инстанции в Сан-Кристобаль-де-ла-Лагуна в провинции Санта-Крус-де-Тенерифе. Вернулся в Андалусию в 1987 году, занимал руководящие должности в нескольких судах Севильи.
В 2000 году Сойдо был назначен представителем правительства в Кастилии-Ла-Манче, в 2002 году вернулся в этой же должности в Андалусию. Занимал должность пресс-секретаря Народной партии в мэрии Севильи, избирался депутатом регионального законодательного собрания, председательствовал в комиссии по культуре Парламента Андалусии и избирался в Национальный исполнительный комитет Народной партии. 22 мая 2011 года на муниципальных выборах в Испании был избран мэром Севильи, заручившись абсолютным большинством голосов. Не сумел переизбраться на должность в 2015 году, проиграв социалисту Хуану Эспадасу. 4 ноября 2016 года Сойдо был назначен министром внутренних дел Испании в правительстве Мариано Рахоя и занимал эту должность вплоть до роспуска кабинета в июне 2018 года.